# Michael Küppers-Adebisi
Michael Küppers-Adebisi, Künstlername: Sun Leegba Love a.k.a. Black Hyperion, (* 1965 in Krefeld) ist ein deutscher Lyriker, Multimediakünstler sowie Kultur- und Eventmanager.

## Leben
Als Sohn eines jamaikanischen Vaters geboren, wuchs Michael Küppers in einer weißen Familie in Nordrhein-Westfalen auf. Er studierte von 1988 bis 1995 Literatur und Philosophie an der Heinrich-Heine-Universität in Düsseldorf und 1989 postmoderne Literatur (unter Fredric Jameson) und afroamerikanische Literatur (unter Henry Louis Gates, Jr.) an der Duke University, USA. Von 1993 bis 1996 studierte er Poetry und Performance an der Kunstakademie Düsseldorf in der Klasse von Nan Hoover und Nam June Paik. Er vertrat 1996 als erster afrodeutscher Lyriker die Bundesrepublik als „literarischer Botschafter“ am Goethe-Institut New York beim Deutsch Nuorican Poetry Festival. Seit 1996 ist er zertifizierter Multimedia- und Interactive-Video-Produzent. Er arbeitete als Leiter einer Multimedia-Agentur, als „Director for Interactive Internet TV“, als „Conceptioner“ und als Public-Relation-Manager. 2002 beendete er eine Ausbildung als Interactive Video Producer. Von 2002 bis 2004 organisierte er drei internationale Medienkongresse, die unter dem Titel Black Media Congress Berlin in Kooperation mit dem Goethe-Institut Berlin, der Heinrich-Böll-Stiftung Berlin und dem Haus der Kulturen der Welt Berlin veranstaltet wurden.
2004 initiierte er mit dem May-Ayim-Award in Berlin den „Ersten Schwarzen Deutschen Internationalen Literaturpreis“ unter Schirmherrschaft der UNESCO. 2005 erhielt er den ADLER Entrepreneurship and Youth Award der African Youth Foundation (AYF) in der Kategorie Best NGO. Das Black Heritage Magazin ehrte ihn 2006 als einen der 50 wichtigsten Afrodeutschen.
Seit 2004 ist er mit Adetoun Küppers-Adebisi verheiratet.

## Werke
- Time and Space / Poem – Möhnesee In: Stephen Lawson (Hrsg.): Views of Our Ancestors. 1997, Ausstellungskatalog.
- Afrikanische Diaspora in Deutschland. Bundeszentrale für politische Bildung – Redaktion cyberNomads, 2004.
- Mit Peggy Piesche: May Ayim Award : erster internationaler schwarzer deutscher Literaturpreis 2004. Orlanda Frauenverlag, Berlin 2004, ISBN 3-936937-21-4.
- Musikalische Revolten, Migration und Politik mit Fokus auf Schwarze Musik in Deutschland, In: Marvin Oppong (Hg.): Migranten in der deutschen Politik. Wiesbaden: VS Verlag für Sozialwissenschaften, 2011
- Diaspora–Gesichter der Berlin Afrika Renaissance – Afrika Bilder Deutschland, In: FREITEXT Kultur & Gesellschafts-Magazin, Berlin. Heft 19, 2012
- BlackGermania. I talk in Tongues. Culture Foundation Prayer Weaving, In: Esuruoso Asoka / Khoepsell Philipp Khabo (Hg.): Arriving in the Future. Stories of Home & Exile. Berlin: epubli GmbH, 2014
- Für eine Neue Kultur in Deutschland. Statt: Gegen Deprivilegierung. Der Reichstag – Kafka in the remix. In: Melter, Claus (Hg.): Diskriminierung und Rassismus kritische Arbeit & Erziehung. Belz Juventa Weinheim und Basel, 2015
- Kulturwandlungstheorie meets Das Kreuz im Fenster. The Big Data reMIX. In: Khoepsell, Philipp Khabo (Hg.): The Afropean Contemporary. Literatur- und Gesellschaftsmagazin. Berlin: epubli GmbH · Jan 1, 2015
- AFROTAK TV cyberNomads - Ueber dekoloniale Wissensarchive, Soziale Netzwerke & künstlerisch-mediale Wissensmanagement-Strategien. In: Camilla Ridha, Christelle Nkwendja-Ngnoubamdjum, Denise Bergold-Caldwell, Eleonore Wiedenroth-Coulibaly, Hadija Haruna-Oelker und Laura Digoh (Hg.): Berlin. Orlanda Frauenverlag: Spiegelblicke - Perspektiven Schwarzer Bewegung in Deutschland, 2016
- Der Reichstag – Kafka in the Mix – Weisse Körper – Schwarze Blicke – Das Ausgestellte Publikum. In: Tina Jerman, Maxi Obexer, Christian Scholze (Hrsg.):  In Zukunft! : Neue Theaterstücke zur Gegenwart. transcript Verlag, Bielefeld 2018, ISBN 978-3-8376-3955-1, S. 61–75 (books.google.de – Leseprobe).
- Afrofuturistischer Kampf der Narrative. Vor dem Gesetz - The Long Centuries. Eine Kafka-Parabel in the reMIX. Von Adetoun und Michael Küppers-Adebisi. In: Koloniale Vergangenheit – Postkoloniale Zukunft? Hg: H. Melber, Kristin Platt Verlag: Brandes & Apsel, Frankfurt am Main, ISBN 978-3-95558-321-7 / ISBN 978-3-95558-321-7, 2022
- Den Sprachballast der Imagi.Nation_(en) abwerfen. Dekolonialer AfroFuturismus. Aus den Annalen der Encyclopedia Africana Germanica von AFROTAK TV cyberNomads. In: We want them Back von AFROTAK TV cyberNomads. In: We want them Back, HG: Decolonize Berlin e.V., 2022 (download: https://decolonize-berlin.de/wp-content/uploads/2022/02/We-Want-Them-Back_deutsch-web.pdf)
- Der Kafka Prozess. Personifizierte Dekoloniale künstlerische Praxis im Interview. Oder: Das Ende eines Traums ist der Anfang einer neuen Utopie. Der Prozess – Ein Manifest. Adetoun and Michael Küppers-Adebisi, In: Mainstreaming Decolonize! Koloniale Kontinuitäten der Entwicklungszusammenarbeit. HG: Berliner Entwicklungspolitischer Ratschlag, Berlin, 2023
- Die Gesänge von Yemanjah & Morpheus – Libretto für eine Post-Genozid Oper. Von Adetoun Küppers-Adebisi und Michael Küppers-Adebisi. In: TheBlackBook 2.0. Generation Repair. Transnationale Dialoge Namibia Deutschland, Hg: Adetoun Küppers-Adebisi & Michael Küppers-Adebisi Verlag: AFROTAK TV cyberNomads, Berlin, ISBN 978-3-9825249-0-0 / ISBN 978-3-9825249-0-0, 2023
- als Hrsg. mit dem AntiDiskriminierungsBüro (ADB) Köln von Öffentlichkeit gegen Gewalt e. V./cyberNomads (cbN):  Professional kultur®evolution inna germany. In: TheBlackBook, Deutschlands Häutungen. Berlin/Köln 2004, ISBN 3-88939-745-X, (bpb.de)

### Filme/Videos
- 1996: Great – Members of Mayday Berlin, Köln (VIVA / MTV Musik-Video Performance)
- 2002: Die Entführung /Interaktiver Film DVD 30 min – Berlin
- Performance in: Liebe & Verstand – Berlin (MusiK-Video)

### Online-Beiträge
- Bundeszentrale für politische Bildung: Professional Kultur®evolution inna Germany 30. April 2007.
- Michael Küppers-Adebisi berlin-global-village.de

## Auszeichnungen
- 2011 Haus der Kulturen der Welt – Publikumspreis Kurzfilm Multi-Media-Wettbewerb Berlin[1]
- 2005 ADLER Entrepreneurship Award der African Youth Foundation – in der Kategorie Best NGO[1]